# Cip e Ciop - Al parco
Cip e Ciop - Al parco (Chip 'n' Dale: Park Life), è una serie animata franco-statunitense prodotta da Disney Television Animation e Xilam per Disney+. Protagonisti sono Cip e Ciop, le cui storie sono ambientate in un parco. A differenza delle precedenti iterazioni dei personaggi, la serie non è verbale, allo stesso modo di altre opere della Xilam, e adotta uno stile grafico simile a quello usato in precedenza nelle serie animate Topolino e Il meraviglioso mondo di Topolino.

## Trama
Cip e Ciop sono due piccoli scoiattoli piantagrane che vivono mille avventure in un parco cittadino. Sempre alla ricerca di cibo, i due protagonisti sono spalleggiati da Pluto, Butch e altri personaggi Disney, mentre cercano di sfuggire dalle grinfie dei bulli.

## Episodi

### Stagione 1 (2021)
| nº | Titolo originale         | Titolo italiano                         | Pubblicazione     |
| -- | ------------------------ | --------------------------------------- | ----------------- |
| 1  | Thou Shalt Nut Steal     | Non rubare le castagne                  | 28 luglio 2021    |
| 1  | The Baby Whisperer       | Lo scoiattolo che sussurrava ai bambini | 28 luglio 2021    |
| 1  | It Takes Two to Tangle   | Le code si attorcigliano in due         | 28 luglio 2021    |
| 2  | The Whole Package        | Il pacchetto completo                   | 4 agosto 2021     |
| 2  | Bird Brains              | Cervello di pavone                      | 4 agosto 2021     |
| 2  | Acorn In My Side         | La ghianda stregata                     | 4 agosto 2021     |
| 3  | The Jungle               | Nella giungla                           | 11 agosto 2021    |
| 3  | The Flight               | Volare                                  | 11 agosto 2021    |
| 3  | Deep Dive                | Andare a fondo                          | 11 agosto 2021    |
| 4  | A Nut You Can't Refuse   | Una ghianda che non potrai rifiutare    | 18 agosto 2021    |
| 4  | Chipmunks Away           | Una vacanza per Cip e Ciop              | 18 agosto 2021    |
| 4  | Ruff Justice             | Il giustiziere impellicciato            | 18 agosto 2021    |
| 5  | Dog In The House         | Un cane inalberato                      | 25 agosto 2021    |
| 5  | Cone Alone               | Mamma, ho un cono in testa              | 25 agosto 2021    |
| 5  | Highway To Hugs          | Abbracci on the road                    | 25 agosto 2021    |
| 6  | The Hazelnut King        | Il re Ghianda                           | 1º settembre 2021 |
| 6  | Egg Baby                 | L'ovetto                                | 1º settembre 2021 |
| 6  | Mega Muscle Chip         | Cip super muscoloso                     | 1º settembre 2021 |
| 7  | Struggling Duckling      | L'anatroccolo in difficoltà             | 8 settembre 2021  |
| 7  | Friends Of The Family    | Amici di famiglia                       | 8 settembre 2021  |
| 7  | Top Dog                  | Il miglior cane                         | 8 settembre 2021  |
| 8  | The Ghost                | Il fantasma                             | 15 settembre 2021 |
| 8  | The Imperfect Crime      | Il delitto imperfetto                   | 15 settembre 2021 |
| 8  | Nut Soup                 | Zuppa di nocciole                       | 15 settembre 2021 |
| 9  | The Unusual Nutspects    | I predatori della ghianda perduta       | 22 settembre 2021 |
| 9  | An Evening With Clarice  | Una sera con Clarice                    | 22 settembre 2021 |
| 9  | Craft Craze              | Pazzi per il fai da te                  | 22 settembre 2021 |
| 10 | Too Late To Hibernate    | Letargo in ritardo                      | 29 settembre 2021 |
| 10 | Sorry Nut Sorry          | Scuse e accuse                          | 29 settembre 2021 |
| 10 | Never Trust A Sausage    | Mai fidarsi di una salsiccia            | 29 settembre 2021 |
| 11 | Night of the Pizza Moon  | Notte di luna pizza                     | 6 ottobre 2021    |
| 11 | Who's Your Granny?       | Nonna superdonna                        | 6 ottobre 2021    |
| 11 | Summer Sidekick Syndrome | Complesso di inferiorità estivo         | 6 ottobre 2021    |
| 12 | Delivery Duck            | Il papero fattorino                     | 13 ottobre 2021   |
| 12 | Dark in the Park         | Attacco al parco                        | 13 ottobre 2021   |
| 12 | Choppin' Dale            | Ciop il super taglialegna               | 13 ottobre 2021   |

### Stagione 2 (2023-2024)
| nº | Titolo originale          | Titolo italiano                      | Pubblicazione                     |
| -- | ------------------------- | ------------------------------------ | --------------------------------- |
| 1  | The Martian Chipmunks     | Gli scoiattoli marziani              | 24 maggio 2023                    |
| 1  | Two and a Half Chipmunks  | Il terzo incomodo                    | 24 maggio 2023                    |
| 1  | Koi Ride                  | Vita da carpa                        | 24 maggio 2023                    |
| 2  | Bee My Queen              | Sii la mia regina                    | 24 maggio 2023                    |
| 2  | Minimalism                | Minimalismo                          | 24 maggio 2023                    |
| 2  | The Nutcracker            | Lo schiaccianoci                     | 24 maggio 2023                    |
| 3  | Café Con-Carnage          | Caffè e baruffe                      | 24 maggio 2023                    |
| 3  | Miracle Munk              | Il tocco miracoloso                  | 24 maggio 2023                    |
| 3  | Crime and Poultry         | Misfatti nel pollaio                 | 24 maggio 2023                    |
| 4  | Friends in Disguise       | Amici in incognito                   | 24 maggio 2023                    |
| 4  | Down Memory Lane          | Quanti ricordi                       | 24 maggio 2023                    |
| 4  | Mini Golf Mayhem          | Zuffe al minigolf                    | 24 maggio 2023                    |
| 5  | Artistic Differences      | Divergenze artistiche                | 24 maggio 2023                    |
| 5  | Cruisin' for a Bruisin    | Una crociera pericolosa              | 24 maggio 2023                    |
| 5  | Tap that Sap              | Linfa virale                         | 24 maggio 2023                    |
| 6  | Gift Attack               | Regali a gogò                        | 24 maggio 2023                    |
| 6  | Beetlemania               | Scarafaggio mon amour                | 24 maggio 2023                    |
| 6  | Nut My Parcel             | La noce misteriosa                   | 24 maggio 2023                    |
| 7  | The Big Nut Hunt          | Caccia nociva                        | 30 agosto 2023                    |
| 7  | Beauty and the Butch      | Chioma mai doma                      | 30 agosto 2023                    |
| 7  | Are We Nut Enough?        | Monotonia vai via                    | 30 agosto 2023                    |
| 8  | No Pain, No Nuts          | Scatto matto                         | 30 agosto 2023                    |
| 8  | Farm Life                 | Vita di campagna, altro che cuccagna | 30 agosto 2023                    |
| 8  | The Apprentices           | Apprendisti fregoni                  | 30 agosto 2023                    |
| 9  | Eye Spy                   | Occhio non vede, cuore non duole     | 30 agosto 2023                    |
| 9  | Duck Pluck                | che acume per le piume               | 30 agosto 2023                    |
| 9  | Nuts and Dragons          | Dragoni e aquiloni                   | 30 agosto 2023                    |
| 10 | The Summit                | In vetta                             | 30 agosto 2023                    |
| 10 | The Housesitter           | A casa sua ognuno è re               | 30 agosto 2023                    |
| 10 | Keep Smiling              | Riso avaro                           | 30 agosto 2023                    |
| 11 | Prickly Pear              | La coppia scoppia                    | 30 agosto 2023                    |
| 11 | Dale and Daler            | Doppio Ciop                          | 30 agosto 2023                    |
| 11 | Time Traveller: Part 1    | Viaggio nel tempo: Parte 1           | 30 agosto 2023                    |
| 12 | The Hole Truth            | La buca della verità                 | 30 agosto 2023                    |
| 12 | The Gift                  | La perla dello stagno                | 30 agosto 2023                    |
| 12 | Pest Friends              | L'amico del... batticuore            | 30 agosto 2023                    |
| 13 | The Big Sock              | Calze natalizie                      | 20 dicembre 2023 - 22 maggio 2024 |
| 13 | Hark! The Squirrel Sings  | Il canto dello scoiattolo            | 20 dicembre 2023 - 22 maggio 2024 |
| 13 | The Christmas Roast       | L'arrosto di natale                  | 20 dicembre 2023 - 22 maggio 2024 |
| 14 | In the Sewers             | Fogne e menzogne                     | 20 dicembre 2023 - 22 maggio 2024 |
| 14 | The Grand Crow Prix       | A bordo, si parte!                   | 20 dicembre 2023 - 22 maggio 2024 |
| 14 | The Candlemaker           | Le candele della discordia           | 20 dicembre 2023 - 22 maggio 2024 |
| 15 | Goodbye Park Life         | Addio, parco mio                     | 20 dicembre 2023 - 22 maggio 2024 |
| 15 | Cat Flap Burglars         | La pappa del gatto                   | 20 dicembre 2023 - 22 maggio 2024 |
| 15 | The Breakdown             | Hotel da incubo                      | 20 dicembre 2023 - 22 maggio 2024 |
| 16 | Time Traveller: Part 2    | Viaggio nel tempo: parte 2           | 20 dicembre 2023 - 22 maggio 2024 |
| 16 | Dale-Icious               | Ciop, che buon saporino che hai!     | 20 dicembre 2023 - 22 maggio 2024 |
| 16 | A Little Chipmunk Told Me | Che rimanga un segreto               | 20 dicembre 2023 - 22 maggio 2024 |
| 17 | Hamster Paradise          | Il paradiso dei criceti              | 20 dicembre 2023 - 22 maggio 2024 |
| 17 | Puppy Papas               | Cip e Ciop babysitter                | 20 dicembre 2023 - 22 maggio 2024 |
| 17 | The Adorables             | Pazzi per lo zoo                     | 20 dicembre 2023 - 22 maggio 2024 |
| 18 | Sleepless Symphony        | Sinfonia di follia                   | 20 dicembre 2023 - 22 maggio 2024 |
| 18 | The Bell                  | La campana                           | 20 dicembre 2023 - 22 maggio 2024 |
| 18 | The Suitcase              | La valigia                           | 20 dicembre 2023 - 22 maggio 2024 |

## Personaggi
- Cip, doppiato in originale da Matthew Géczy.
- Ciop, doppiato in originale da Kaycie Chase.
- Clarice, doppiata in originale da Cindy Lee Delong.
- Pluto, doppiato in originale da Bill Farmer.
- Paperino, doppiato in originale da Sylvain Caruso.
- Butch, doppiato in originale da David Gasman.

## Distribuzione
La serie è resa disponibile su Disney+ a partire dal 28 luglio 2021, distribuita settimanalmente ogni mercoledì e divisa in episodi che racchiudono in sequenza tre cortometraggi da 7 minuti.